# GigaFont
GigaFont, parfois appelé GigaSampler, Gigasamples ou Giga, est un format de fichier de banque d'échantillons sonores, dont l'extension est .gig. Il est dérivé du format open DLS créé par la MIDI Manufacturers Association et utilisé par les logiciels Gigasampler et GigaStudio. Il existe également un nom déposé pour ce format, qui appartient à l'entreprise Garritan[réf. souhaitée].

## Logiciels supportant GigaFont
Ce format peut être édité avec les logiciels libres LinuxSampler et Gigedit ou le logiciel propriétaire GigaSampler de Tascam, abandonné, et utilisé notamment avec le séquenceur musical libre LMMS grâce à son module GIG Player ou via le greffon (format AAX, Audio Unit ou VST) propriétaire G-Player de Soundlib.

### Libgig
LinuxSampler et Gigaedit utilisent la libgig pour la manipulation de ce format de fichier. Cette bibliothèque est également capable d'importer les fichiers au format Downloadable Sounds (.dls) SoundFont (.sf2), Korg Multi Sample File (.kmp), PCG Program File (.pcg), AkaiMedia et AkaiDisk.